# Núi Athos
Núi Athos (/ˈæθɒs/; tiếng Hy Lạp: Άθως, Áthos [ˈaθos]) là một ngọn núi, bán đảo ở Macedonia, đông bắc Hy Lạp. Đây cũng là một trung tâm quan trọng của tu viện Chính thống giáo Đông phương. Nó được quản lý như là một lãnh thổ phụ thuộc tự trị ở Hy Lạp. Núi Athos là nơi có 20 tu viện thuộc thẩm quyền của Thượng Phụ Đại Kết của Constantinople.
Núi Athos trong tiếng Hy Lạp có nghĩa là "Núi Thánh" (Ἅγιον Ὄρος, Hágion Óros). Trong một số ngôn ngữ khác bao gồm  Bulgaria và Serbia Света гора, Sveta gora; Nga Святая гора, Svyataya gora; Gruzia მთაწმინდა, mtats’minda sử dụng cho ngọn núi này cũng đều có nghĩa là "Dãy núi Thánh". Trong thời kỳ Hy Lạp cổ điển, ngọn núi được gọi là Athos còn bán đảo nơi nó tọa lạc có tên là Acté hoặc Akté (Ἀκτή).
Núi Athos đã có người ở từ thời cổ đại và được biết đến với sự hiện diện Kitô giáo liên tục gần 1.800 năm và truyền thống lịch sử lâu đời, khi các tu viện tồn tại ít nhất từ năm 800 sau Công nguyên, vào thời kỳ Byzantine. Ngày nay, hơn 2.000 tu sĩ từ Hy Lạp và nhiều quốc gia khác, bao gồm các quốc gia Chính thống giáo phương Đông như Rumani, Moldova, Gruzia, Bulgaria, Serbia và Nga sống một cuộc sống khổ hạnh tại núi Athos cô lập với phần còn lại của thế giới. Các tu viện Athonite có một bộ sưu tập phong phú các hiện vật được bảo quản tốt, sách quý hiếm, tài liệu cổ và tác phẩm nghệ thuật có giá trị lịch sử to lớn. Núi Athos đã được UNESCO công nhận là Di sản thế giới từ năm 1988.
Mặc dù núi Athos là một phần của Liên minh châu Âu như phần lãnh thổ của Hy Lạp nhưng Nhà nước Tu viện Núi Thánh và các tổ chức Athonite có quyền tài phán đặc biệt được tái khẳng định trong quá trình Hy Lạp gia nhập Cộng đồng Châu Âu (tiền thân của Liên minh châu Âu). Điều này trao quyền cho chính quyền của Nhà nước Tu viện để điều chỉnh sự di chuyển tự do của người và hàng hóa trong ranh giới và đặc biệt hơn khi chỉ có nam giới mới được phép vào.

## Địa lý
Bán đảo của Athos là "chân" cực đông của bán đảo Chalkidiki lớn hơn nằm ở trung tâm của Macedonia, nhô ra 50 kilômét (31 mi) vào biển Aegea với chiều rộng từ 7–12 kilômét (4,3–7,5 mi), tổng diện tích là 335,63 kilômét vuông (129,59 dặm vuông Anh). Núi Athos cao 2.033 mét (6.670 ft) có độ dốc lớn và dày đặc những cánh rừng. Vùng biển xung quanh và đặc biệt là cuối bán đảo khá nguy hiểm. Trong lịch sử Hy Lạp cổ đại, hai thảm họa khu vực đã được ghi lại. Năm 492 TCN, tướng Mardonius dưới trướng của Darius I đã mất 300 chiếc tàu chiến. Năm 411 TCN, người Sparta mất một hạm đội gồm 50 tàu dưới quyền đô đốc Epicleas.
Mặc dù nối với đất liền nhưng thực tế chỉ có thể đến núi Athos bằng thuyền phà. Tàu du lịch Agios Panteleimon và Axion Estin cho phép chuyến đi trong điều kiện thời tiết tốt giữa Ouranoupoli và Dafni, với các điểm dừng tại một số tu viện trên bờ biển phía tây. Ngoài ra còn có một tàu cao tốc nhỏ hơn là Agia Anna cũng di chuyển trên hành trình tương tự nhưng không dừng giữa chặng. Cũng có thể di chuyển bằng phà từ thị trấn Ierissos để trực tiếp ghé thăm các tu viện dọc theo bờ biển phía đông.

## Lịch sử

### Cổ xưa

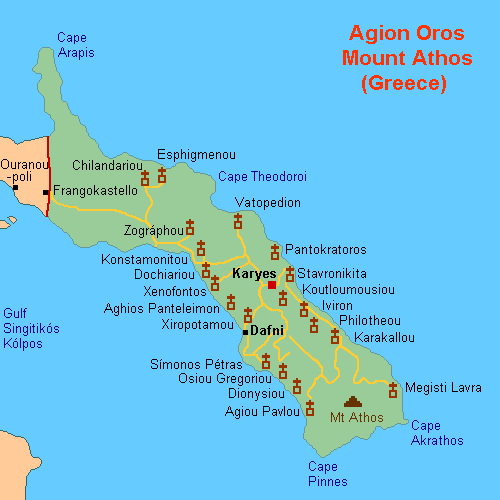
Bản đồ của núi Athos.

Athos trong thần thoại Hy Lạp là tên của một trong những người khổng lồ đã thách thức các vị thần Hy Lạp. Athos đã ném một tảng đá lớn trong khi đối đầu với Poseidon, tảng đá rơi xuống biển Aegea và trở thành Núi Athos ngày nay. Theo một phiên bản khác của câu chuyện, Poseidon đã sử dụng ngọn núi để chôn vùi người khổng lồ bị đánh bại.
Homer đề cập đến ngọn núi trong Iliad. Herodotos viết rằng, trong cuộc xâm lược Thracia của người Ba Tư vào năm 492 trước Công nguyên, hạm đội của chỉ huy Ba Tư Mardonius đã bị đắm với tổn thất lên tới 300 tàu và 20.000 binh lính. Nguyên nhân bởi trong khi cố gắng vòng qua bờ biển gần Núi Athos thì hạm đội này đã gặp phải một cơn gió Bắc rất mạnh. Herodotos nhắc đến bán đảo này sau đó được gọi là Acte bởi những người Pelasgia tới từ đảo Lemnos cư trú trên bán đảo và đặt tên cho 5 thành phố trên đó là Sane, Cleonae (Kleonai), Thyssos (Thyssus), Olophyxos (Olophyxis), và Acrothoï (Akrothoön). Strabo cũng đã đề cập đến thành phố Dion (Dium) và Acrothoï. Eretria cũng thành lập các thuộc địa trên Acte. Ít nhất một thành phố khác được thành lập trong thời Hy Lạp Cổ điển là Acanthus (Akanthos). Một số trong những thành phố này đúc tiền riêng của họ.
Bán đảo nằm trên con đường xâm lược của Xerxes I, người đã dành ba năm để đào kênh Xerxes qua eo đất, cho phép hạm đội xâm lược của mình đi qua vào năm 483 trước Công nguyên. Sau cái chết của Alexander Đại đế, kiến trúc sư Dinocrates (Deinokrates) đã đề xuất khắc toàn bộ ngọn núi thành một bức tượng của Alexander.
Lịch sử của bán đảo thời kỳ sau này bị che phủ bởi việc thiếu các tài liệu lịch sử. Các nhà khảo cổ chưa thể xác định vị trí chính xác của các thành phố được nhắc đến bởi Strabo. Người ta tin rằng, chúng bị bỏ hoang khi những cư dân mới là các tu sĩ đến vào khoảng thời gian ngắn trước thế kỷ thứ 9.